# Pistolet maszynowy Zastava M56

Bagnet – nóż szturmowy wz. 1956 do pistoletu maszynowego Zastava M56 – sprowadzony z Jugosławii o wymiarach 5,5 x 29,0 cm eksponat w Muzeum Miniaturowej Sztuki Profesjonalnej Henryk Jan Dominiak w Tychach

M 56 – jugosłowiański pistolet maszynowy opracowany w drugiej połowie lat pięćdziesiątych przez Todora Cveticia. Konstrukcja wyraźnie wzorowana na MP40.
Po rozpoczęciu produkcji licencyjnej karabinu AK pistolety maszynowe M56 zostały wycofane z uzbrojenia. Podczas rozpadu Jugosławii M56 był używany przez wszystkie strony uczestniczące w licznych konfliktach zbrojnych toczących się na terytorium tego kraju.

## Opis konstrukcji
Pistolet maszynowy M56 był indywidualną bronią samoczynną. Automatyka oparta na zasadzie odrzutu zamka swobodnego. Ryglowanie odbywa się masą swobodnego zamka, podpartego sprężyną powrotną. Strzelanie z zamka otwartego. Zasilanie z magazynka łukowego pojemności 35 nabojów, rozmieszczonych dwurzędowo, z podajnikiem nabojów jednorzędowym. Przyrządy celownicze składają się z muszki w osłonie i celownika przerzutowego. Lufa wkręcona w komorę zamkową zakończona podstawą muszki. Chwyt pistoletowy i małe łoże za magazynkiem z tworzywa sztucznego. Kolba metalowa składana pod spód broni. Możliwość dołączenia bagnetu typu nożowego.